# Palais von Hausen

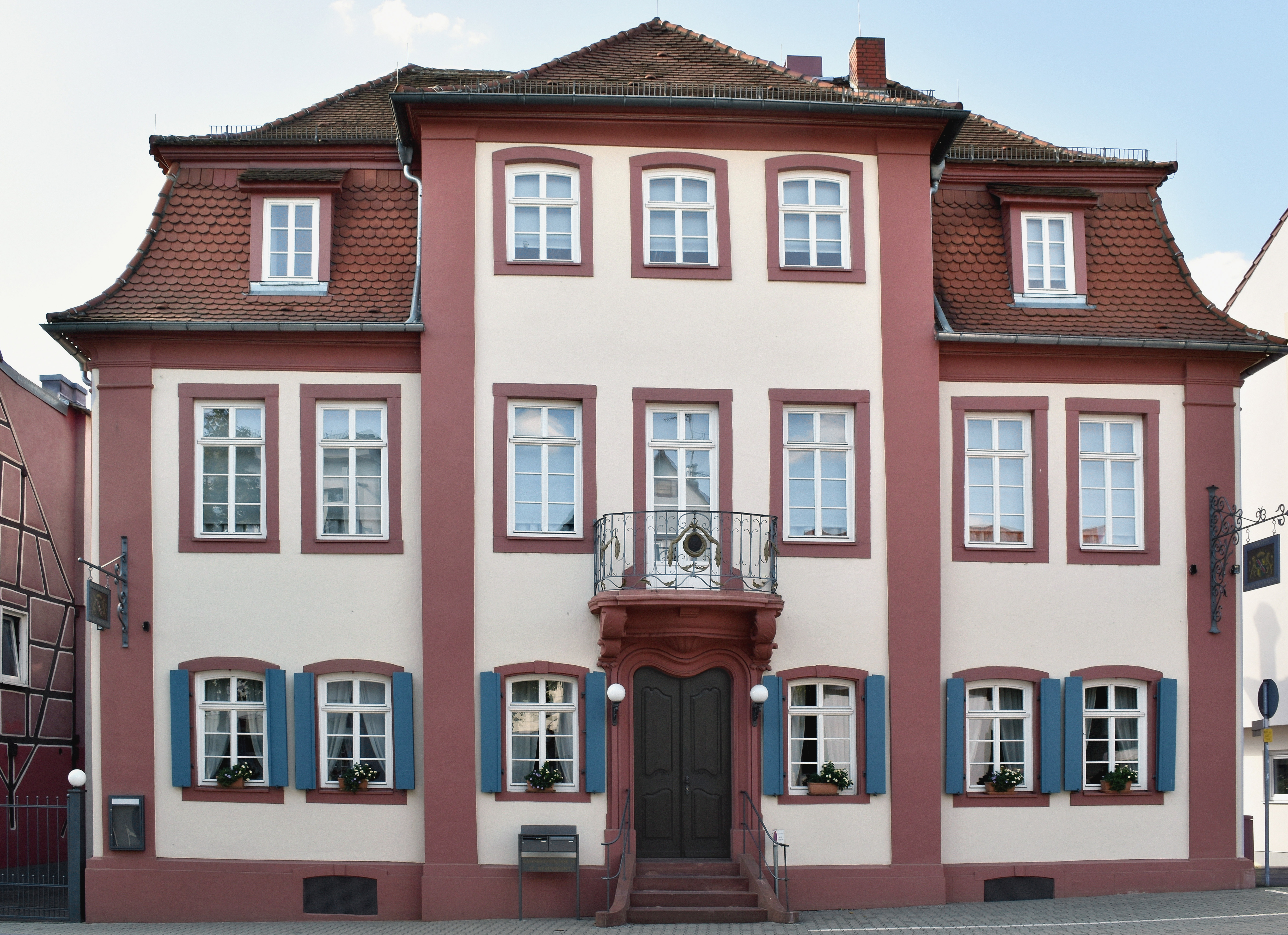
Straßenansicht des Palais von Hausen (2018)

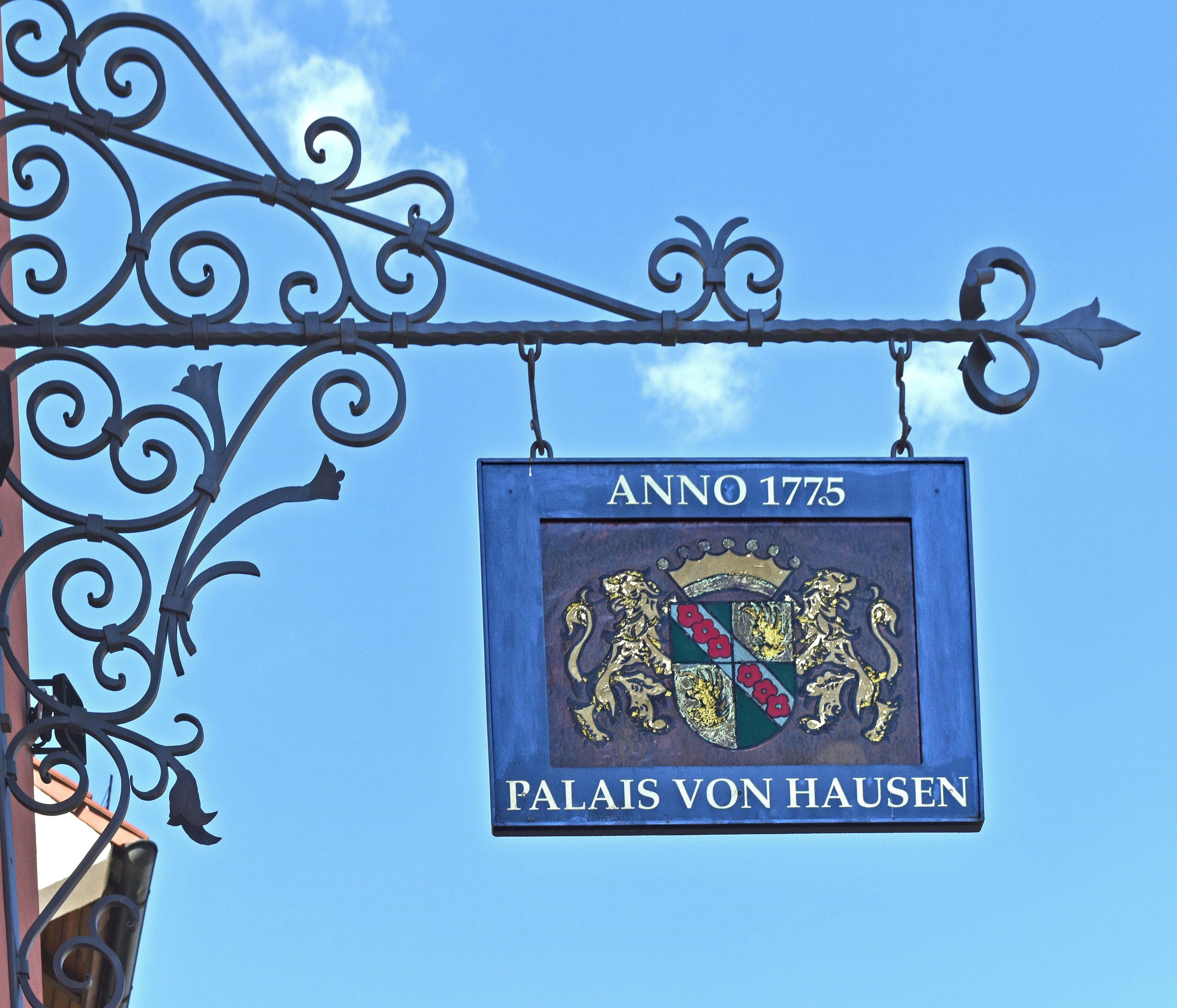
Modernes Wappen am ehemaligen Stadtpalais

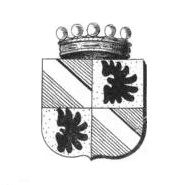
Das Wappen derer von Hausen und Gleichenstorff im Siebmacher von 1859 (neu herausgegeben von Otto Titan von Hefner) unter 3/4 Der Adel des Kurfürstenthums, Grossherzogthums und der Landgrafschaft Hessen, die drei Rosen aus dem Schrägband des Hausen-Wappens fehlen hier

Das Palais von Hausen ist ein ehemaliges neuzeitliches Stadtpalais des Kurmainzer Oberforstmeisters Carl Wolfgang Joseph Freiherr von Hausen und Gleichenstorff im südhessischen Lorsch im Landkreis Bergstraße. Das Anwesen ist als hessisches Kulturdenkmal ausgewiesen.

## Lage
Das erhaltene und renovierte Stadtpalais, mit der Adresse Bahnhofstraße 18, befindet sich nördlich des Ortskernes von Lorsch, der wiederum zwischen Bensheim und Worms in der östlichen Rheinebene zwischen der Bergstraße im Osten und dem Rhein im Westen liegt. Das Haus ist mit seinen beiden Längsseiten nach Südosten und Nordwesten ausgerichtet.

## Geschichte
Das wohl einzige Lorscher Patrizierhaus wurde zwischen 1775 und 1779 von Baumeister G. Günther im Auftrag des Kurmainzer Oberförsters Carl Wolfgang Joseph Freiherr von Hausen und Gleichenstorff, manchmal auch Carl Joseph Franz Wolfgang Freiherr von Hausen und Gleichendorf (um 1723–1793) genannt, vermutlich für seine zweite Ehefrau, Maria Sophia von Dersch (1730–1793),, an der Stelle des ehemaligen Lorscher Freihofes errichtet.
Lorsch war nach dem Dreißigjährigen Krieg als Teil des Oberamtes Starkenburg wieder an Kurmainz zurückgekommen. Kurmainz hatte zwei Forstbehörden, eine für den Spessart und eine weitere für die Bergstraße mit Sitz in Lorsch.
Die Familie derer von Hausen und Gleichenstorff stellte über zwei Generationen den Kurmainzer Oberforstmeister. Carl Joseph Franz Wolfgang Freiherr von Hausen und Gleichendorf hatte mit seiner ersten Ehefrau, Gräfin Ernestine von (Eller-)Eber(n)stein († 1758 im Kindbett) einen Sohn, mit Sophia von Dorsch, die er 1760 heiratete, noch zehn weitere Kinder. Nach Sophie von Hausens Tod 1793, nur wenige Monate nach dem Tod ihres Mannes, ging das Erbe einschließlich Stadtpalais an den erstgeborenen Sohn aus zweiter Ehe Emmerich Joseph Franz Anton Philipp Adolph Leopold Ludwig von Hausen und Gleichendorf (1763–1835). Er blieb unverheiratet; das Haus konnte er nur mit Mühe unter Aufnahme einer Hypothek halten.
Der Erstgeborene aus erster Ehe und nachfolgender Mainzer Oberforstmeister, Friedrich Carl Anselm Joseph Wilhelm Friedmann, geboren Ende Juli 1758 und verheiratet mit Anna Maria Überbruck von Rodenstein (1772–1849), wurde am Himmelfahrtstag, dem 27. Mai 1802, abends gegen 18 Uhr im Lampertheimer Wald bei Neuschloß von Wilderern ermordet. Er hinterließ zwei Söhne; der zweite war nur 27 Tage zuvor geboren worden.
Nach dem Tod von Emmerich Joseph von Hausen und Gleichendorf 1835 wechselte das Palais mehrfach den Besitzer, bis es von 1868 bis 1921 in den Besitz des Bensheimer Fabrikanten Louis Auler (1826–1901) kam, der es als Zigarrenfabrik nutzte. Ihm folgte sein gleichnamiger Sohn, der spätere hessische Landtagsabgeordnete für die Nationalliberalen, Ludwig (genannt Louis) Lorenz Josef Auler (1853–1922). Im älteren Volksmund wird das Palais bis in die Gegenwart deshalb „die Aula“ genannt.
Infolge der Wirtschaftskrise nach dem Ersten Weltkrieg 1920 geschlossen, übernahm 1921 die Stadt Lorsch das Anwesen und baute das Palais zu einem Mehrfamilienwohnhaus mit Sozialwohnungen um. Ab 1973 wieder in Privatbesitz wurde es durch den neuen Eigentümer umfassend renoviert. Nach mehrfachen weiteren Besitzerwechseln erwarb 2010 die Entwicklungsgesellschaft Lorsch mbH das Palais von Hausen. Es kann heute vielfältig für Veranstaltungen genutzt werden.

## Beschreibung

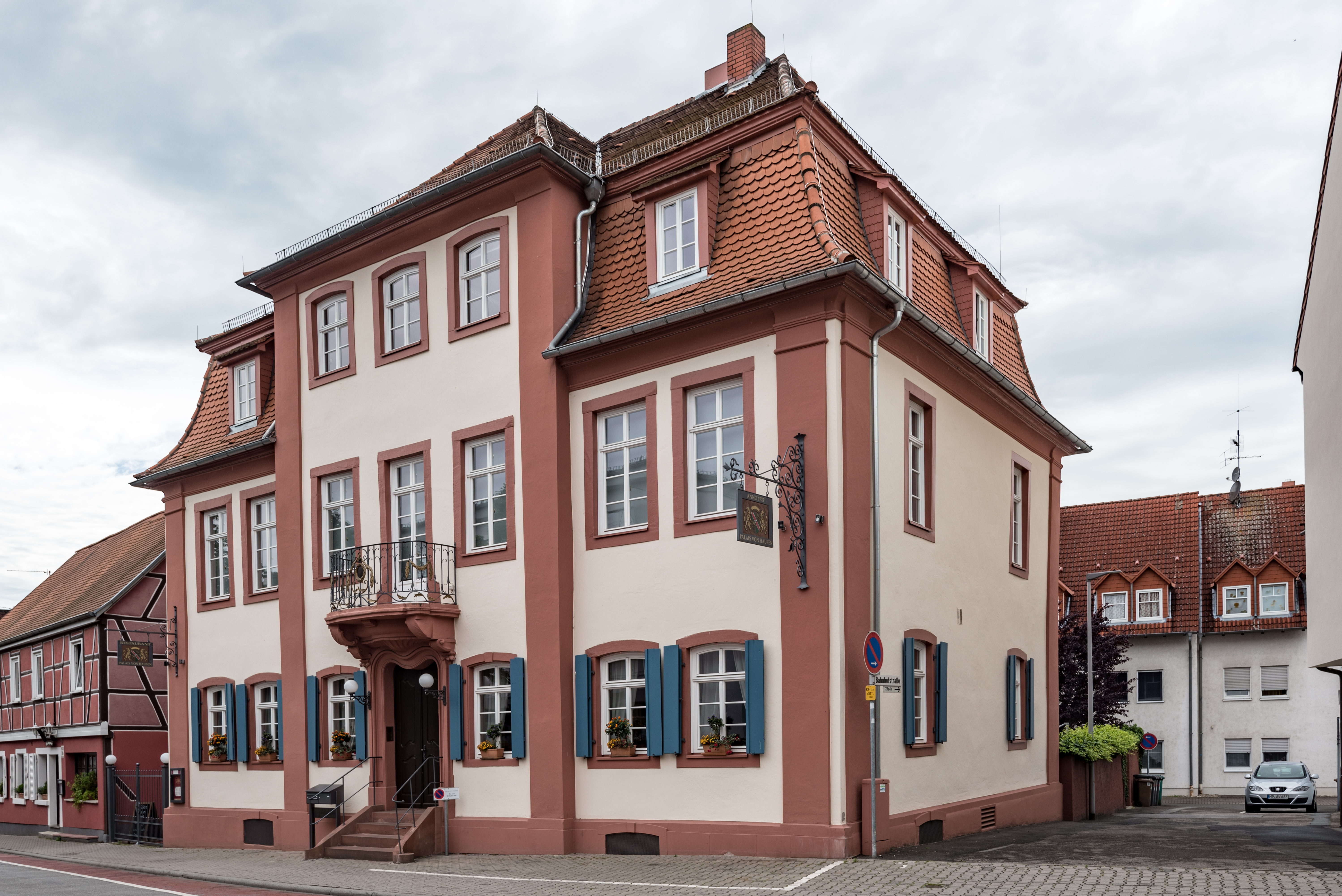
Eckansicht mit Straßen- und Zugangsfront

Das kleine zweistöckige, in den Grundmauern und Seiten aus Odenwälder Sandstein, sonst in Fachwerk gebaute Stadtpalais in einfachen barocken Formen ist ein sieben- zu dreiachsiger Rechteckbau mit ausgebautem Mansardwalmdach, der zur Straßenseite einen leicht vorstehenden dreiachsigen und dreistöckigen Mittelrisalit mit Walmdach aufweist, während das Mittelrisalit zur Hofseite nur eine angedeutete halbkugelige Form zeigt. Eine kleine Freitreppe führt zum geschwungenen Sandstein-Eingangsportal mit einfacher Doppeltür, dem ein Schmuck-Balkon in der ersten Etage aufsitzt. Beidseitig des Mittelrisalits befinden sich je eine Dachgaube mit kurzem Schleppdach; die Gauben wiederholen sich doppelt auf den beiden kurzen Seiten, während die gegenüberliegende Dachseite zum Innenhof fünf Dachgauben, davon drei im halbrunden Mittelrisalit, hat. Das Haus hat durchgängig Sprossenfenster. Zum Haus gehört ein größerer Gewölbekeller, im Innenbereich dominiert ein großer Treppenaufgang.

## Heutige Nutzung
Das Haus bzw. die in barocken Formen renovierten und schön gestalteten Räume des Kulturdenkmals, ein sogenannter Freiherrensaal, zwei Salonräume und ein Kaminzimmer, sind für Festlichkeiten oder Tagungen zu mieten.
Seit 2022 wird der Gewölbekeller von einem Restaurant genutzt.